# ایستس لاکستریس
ایستس لاکستریس (نام علمی: Isoetes lacustris) نام یک گونه از شاخه پنجه‌گرگ‌تباران است.